# Pälkänevesi
Pälkänevesi är en sjö i Finland. Den ligger i kommunerna Pälkäne och Kangasala i landskapet Birkaland, i den södra delen av landet, 140 km norr om huvudstaden Helsingfors. Pälkänevesi ligger 84,2 meter över havet. Den är 46,56 meter djup. Arean är 46,33 kvadratkilometer och strandlinjen är 208,275 kilometer lång.